# Paryż-Roubaix 2015
113. edycja wyścigu kolarskiego Paryż-Roubaix odbyła się w dniu 12 kwietnia 2015 roku i liczyła 253,5 km. Start wyścigu rozpoczął się w Compiègne pod Paryżem, a meta znalazła się w Roubaix. Wyścig figuruje w rankingu światowym UCI World Tour 2015.

## Uczestnicy
Na starcie tego klasycznego wyścigu stanęło 25 zawodowych ekip, siedemnaście drużyn jeżdżących w UCI World Tour 2015 i osiem profesjonalnych zespołów zaproszonych przez organizatorów z tzw. "dziką kartą".
| Numery  | Kod | Drużyna              |
| ------- | --- | -------------------- |
| 1-8     | EQS | Etixx-Quick Step     |
| 11-18   | GIA | Team Giant-Alpecin   |
| 21-28   | KAT | Team Katusha         |
| 31-38   | TTS | Team Tinkoff-Saxo    |
| 41-48   | LTJ | Team LottoNL - Jumbo |
| 51-58   | SKY | Team Sky             |
| 61-68   | BMC | BMC Racing Team      |
| 71-78   | FDJ | FDJ.fr               |
| 81-88   | AST | Pro Team Astana      |
| 91-98   | TRE | Trek Factory Racing  |
| 101-108 | OGE | Orica GreenEDGE      |
| 111-118 | ALM | Ag2r-La Mondiale     |
| 121-128 | LTS | Lotto Soudal         |

| Numery  | Kod | Drużyna                  |
| ------- | --- | ------------------------ |
| 131-138 | LAM | Lampre-Merida            |
| 141-148 | IAM | IAM Cycling              |
| 151-158 | TCG | Team Cannondale - Garmin |
| 161-168 | COF | Cofidis                  |
| 171-178 | MTN | MTN-Qhubeka              |
| 181-188 | BSE | Bretagne-Séché           |
| 191-198 | TSV | Topsport Vlaanderen      |
| 201-218 | EUC | Team Europcar            |
| 211-218 | WGG | Wanty-Groupe Gobert      |
| 221-228 | MOV | Movistar Team            |
| 231-238 | BOA | Bora-Argon 18            |
| 241-248 | UHC | Unitedhealthcare         |

## Klasyfikacja generalna
| M-ce | Imię i nazwisko    | Kraj            | Drużyna            | Czas       |
| ---- | ------------------ | --------------- | ------------------ | ---------- |
| 1.   | John Degenkolb     | Niemcy          | Team Giant-Alpecin | 5h 49' 51" |
| 2.   | Zdeněk Štybar      | Czechy          | Etixx-Quick Step   | + 0"       |
| 3.   | Greg Van Avermaet  | Belgia          | BMC Racing Team    | + 0"       |
| 4.   | Lars Boom          | Holandia        | Pro Team Astana    | + 0"       |
| 5.   | Martin Elmiger     | Szwajcaria      | IAM Cycling        | + 0"       |
| 6.   | Jens Keukeleire    | Belgia          | Orica GreenEDGE    | + 0"       |
| 7.   | Yves Lampaert      | Belgia          | Etixx-Quick Step   | + 7"       |
| 8.   | Luke Rowe          | Wielka Brytania | Team Sky           | + 28"      |
| 9.   | Jens Debusschere   | Belgia          | Lotto Soudal       | + 29"      |
| 10.  | Alexander Kristoff | Norwegia        | Team Katusha       | + 31"      |